# 克里斯汀·林伯格
克里斯汀·林伯格（瑞典語：Christian Lindberg，1958年2月15日—）是一位瑞典長號演奏家、指揮家、作曲家。

## 經歷

### 早年生活
林伯格生於瑞典丹德呂德市，從小練習小號，17歲時開始學長號；當時他拿著借來的長號加入朋友的迪克西蘭爵士樂隊，深受美國長號演奏家傑克·蒂加登的唱片啟發。高中畢業後，林伯格進入瑞典皇家音樂學院，接受Sven-Erik Eriksson等音樂家指導。19歲時，林伯格考進瑞典皇家歌劇院管弦樂團，成為職業長號手；但由於他決心成為全職獨奏家，20歲就離開樂團。1979年至1980年間，林伯格進入英國南肯辛頓的皇家音樂學院，師事約翰·艾夫森（John Iveson）；1983年遠赴美國洛杉磯，師事雷夫·蘇爾與羅傑·波波。

### 職業生涯
1981年，林伯格在北歐獨奏比賽中摘下桂冠。1984年，林伯格舉辦第一場個人音樂會，演奏法國作曲家亨利·托馬西的長號協奏曲；同年，他和BIS唱片簽下三張唱片合約，首張唱片名為《絕技長號》（The Virtuoso Trombone）。林伯格日後為BIS及其他唱片公司錄製超過60張唱片，曾和鋼琴家羅蘭·龐蒂寧、作曲家揚·桑德斯特倫等瑞典音樂家合作。
林伯格是世界知名的長號獨奏家，各地作曲家題獻至少80首長號協奏曲給林伯格，有200首以上各類曲目由他首演。2017年9月7日，林伯格舉辦第100首長號協奏曲首演。
在瑞典作曲家揚·桑德斯特倫鼓勵下，林伯格自1990年代起開始作曲。他的第一部作品是1997年錄製的長號協奏曲《阿拉伯尼》（Arabenne）。其他作品包括2006年發表的《角落的曼陀羅華》（Mandrake in the Corner）等，也曾受芝加哥交響樂團的低音長號演奏家查爾斯·維儂邀請創作曲目。
2000年，林伯格與英國皇家北部交響樂團合作，首次登上指揮台，其後擔任北歐室內樂團（Nordic Chamber Orchestra）首席指揮（2004年－2011年）與瑞典管樂團指揮（2005年－2012年）。2009年起，林伯格擔任挪威北極愛樂管弦樂團首席指揮，簽約至2018年。2016年至2021年間，林伯格在以色列內坦亞基布茲管弦樂團擔任指揮及音樂總監。
2011年，林伯格與北雪平交響樂團共同推動阿蘭·彼得松專案，合作錄製、發行彼得松所有交響樂曲的CD。

## 獲獎紀錄
- 1991年：國際長號協會獎（英語：International Trombone Association Award）
- 2004年：瑞典皇家獎章（英语：Litteris et Artibus）
- 2016年：國際古典音樂獎年度音樂家[14]

## 外部連結
- 官方网站（英文）

| 前任： 無 | 挪威北極愛樂管弦樂團首席指揮 2009年－2018年 | 繼任： Christian Kluxen |